# Gaby Zipfel
Gaby Zipfel (geboren am 19. Mai 1951; gestorben am 17. Februar 2021) war eine deutsche Sozialwissenschaftlerin und wissenschaftliche Mitarbeiterin der Hamburger Stiftung zur Förderung von Wissenschaft und Kultur.

## Biographie
Gaby Zipfel studierte in Berlin und an der Hamburger Universität Literaturwissenschaft, Politikwissenschaft und Philosophie. Politisch wirkte sie im MSB Spartakus mit. 1975 leitete sie als erste Deutsche das Frauenreferat des Hamburger AStA, später auch des VDS.
Ihr Studium beschloss sie mit einem M.A. Sie gehörte zu den Mitarbeitern der Wehrmachtsausstellung 1995.
Von 1992 bis 2012 war sie Redakteurin der Zeitschrift Mittelweg 36 und von 1998 bis 2021 Mitglied des Editorial Boards der Zeitschrift Eurozine, deren Mitbegründerin sie war.
Sie starb nach kurzer Krankheit im Februar 2021.

## Veröffentlichungen (Auswahl)
- Gaby Zipfel, Kristine von Soden: Zur Entwicklung der Frauenbewegung an den Hochschulen. In: Blätter für deutsche und internationale Politik, 1978, Jg. 23, 1978, Heft  3, S.  344–353.
- Kristine von Soden, Gaby Zipfel (Hrsg.): 70 Jahre Frauenstudium. Pahl-Rugenstein, Köln  1979. (=Kleine Bibliothek 148.).
- Sackgassen und Irrwege. „Links“opportunistische Strömungen in der Studentenbewegung. Mit Beiträgen von Bernd Gäbler, Werner van Haren, Rainer Krings, Beate Landefeld, Franz Sommerfeld und Gaby Zipfel. Weltkreis Verlag, Dortmund 1979.
- Feministische Sozialarbeit. Überlegungen zum Selbstverständnis feministischer Sozialarbeit. BdWi/Innen, Marburg 1987.
- Hrsg.: Reproduktionsmedizin. Die Enteignung der weiblichen Natur. Konkret Literatur Verlag, Hamburg 1987, ISBN 3-922144-64-0
- Verdrängte Erinnerungen, verdeckte Überlieferungen. Akteurinnen im Nationalsozialismus. In: Mittelweg 36, 5. Jg. (1996) Heft 2, S . 64–73.
- Wie führen Frauen Krieg?. In: Vernichtungskrieg – Verbrechen der Wehrmacht 1941–1944. Hrsg. Hannes Heer. Zweitausendeins, Frankfurt am Main 1999, S.  460–474, ISBN 3-86150-198-8 Inhaltsverzeichnis
- „Wär' sie doch ein Stück von mir“. Eva Klemperer in Victor Klemperers Tagebüchern. In: Germanica, Lille 2000 S.  41–58.
- „Blood, sperm and tears“. Sexuelle Gewalt in Kriegen. In: Mittelweg 36, 10. Jg. 2001, Heft 5, S.  3–20.
- Verdrängte Täterinnen. Frauen als Akteurinnen im Nationalsozialismus. In: Förderverein der Gedenkstätte Breitenau, Rundbrief, Kassel 2001, S.  45–60.
- Ausnahmezustand Krieg? Anmerkungen zu soldatischer Männlichkeit, sexueller Gewalt und militaerischer Einhegung. In: Insa Eschebach, Regina Mühlhäuser (Hrsg.): Krieg und Geschlecht. Sexuelle Gewalt im Krieg und Sex-Zwangsarbeit in NS-Konzentrationslagern. Metropol, Berlin 2008, S.  55–73, ISBN 978-3-940938-21-3 Inhaltsverzeichnis
- „Wir werden fein den Mund halten müssen …“. Anmerkungen zur Wirkungsmacht des Beschweigens. In: Mittelweg 36, 19. Jg. (2010) Heft 4, S.  18–19.
- Gewalt, Gewaltentgrenzung und die europäische Expansion. In: Mittelweg 36. 21. Jg., Heft 3 (Juni/Juli 2012), S. . 3–116.
- Sexualität und Gewalt. In: Christian Gudehus, Michaela Christ (Hrsg.): Gewalt. Ein interdisziplinäres Handbuch. Metzler, Stuttgart, Weimar 2013, S.  83–90
- Liberté, egalité, sexualité. In: Mittelweg 36, 27. Jg. (2018) Heft 4, S.  87–108.
- Gaby Zipfel, Regina Mühlhäuser, Kirsten Campbell: Vor aller Augen. Sexuelle Gewalt in bewaffneten Konflikten. Hamburger Edition, Hamburg 2021, ISBN 3-86854-357-0

### Biografisches
- Gaby Zipfel Traueranzeige vom 27. Februar 2021 Süddeutsche Zeitung
- Frankfurter Allgemeine Lebenswege Gaby Zipfel
- Traueranzeige Gaby Zipfel
- Eurozine
- Hamburger Edition Mittelweg 36

### Dokumente
- „Lass uns ein bisschen Spaß haben“. Zum Verhältnis von Gender, Gewalt und Sexualität in kriegerischen Konflikten. Von Gaby Zipfel. Literaturkritik.de
- Forschungsverbund „Sexuelle Gewalt in bewaffneten Konflikten“. Regina Mühlhäuser und Gaby Zipfel